# Ablanque
Ablanque – gmina w Hiszpanii, w prowincji Guadalajara, w Kastylii-La Mancha, o powierzchni 51,4 km². W 2023 roku gmina liczyła 66 mieszkańców.